# Английская философия
Английская философия (англ. British philosophy) берёт своё начало в эпоху Средневековья, когда впервые проявилась специфика английской мысли.
К первым английским философам относят уроженцев Британии, которые смогли себя реализовать на материке: Алкуин и Иоанн Скот Эриугена (в рамках Каролингского возрождения), а также Иоанн Дунс Скот. Средневековую схоластику на английскую почву привнес Ансельм Кентерберийский, родившийся в итальянском городе Аоста. 
Со временем вокруг одноименного английского университета сформировалась Оксфордская школа XIII века. Она заложила основы традиционной английской философии номинализма, ярким представителем которой были Роджер Бэкон и Уильям Оккам. Номинализм определил своеобразие английской мысли: акцент на теориях познания и антиметафизическая направленность ("Не следует умножать сущности сверх необходимости"). 
Свой след оставила философия Возрождения. Томас Мор ввел в обиход термин утопия и стал основоположником современного социализма. Френсис Бэкон положил начало британскому эмпиризму и провозгласил практику критерием истины. По его мнению, мощь Английской державы должна основываться на науке и научном прогрессе. Теорию познания развивали такие британские философы как Джон Локк, Джордж Беркли и Дэвид Юм. В их трудах проявился интерес к моральной философии, где критерием добра становилось нравственное чувство. Дальнейшее развитие этики осуществил Шефтсбери и Джереми Бентам, разработавший принципы утилитаризма и деонтологии. Политическую философию общественного договора развивал Томас Гоббс. 
Индустриальная революция способствовала распространению позитивизма, исходящего из теории эволюции. Это направление развивали такие мыслители как Чарльз Дарвин и Герберт Спенсер. Теорию индуктивного познания разрабатывал Джон Стюарт Милль.
В конце 19 века популярность приобрело гегельянство, принявшее форму абсолютного идеализма (Томас Грин, Фрэнсис Брэдли, Джон Эллис Мак-Таггарт и Робин Коллингвуд). Идеализм рубежа XIX-XX вв. сменил неореализм (Джордж Мур, Бертран Рассел) и аналитическая философия (Альфред Айер).